# Алекано језик
Алекано језик се користи у северном делу Гороке, на Источном горју Папуа Нове Гвинеје. Језик је 1999. године имао око 25.000 говорника.